# Ашира Буркітбаєва
Аши́ра Буркітба́єва (каз. Әшір Бүркітбаев а.) — село у складі Сарисуського району Жамбильської області Казахстану. Адміністративний центр Туркестанського сільського округу.
У радянські часи село називалося Андрієвка, за незалежності до 2005 року — Туркестан.
Населення — 853 особи (2021; 885 у 2009, 1133 у 1999, 1679 у 1989).